# Bandida (canção)
"Bandida" é uma canção do cantor e drag queen brasileiro Pabllo Vittar, com participação da cantora compatriota Pocah. Foi lançada em 27 de novembro de 2020, servindo como single do álbum de remixes 111 Deluxe (2020). O refrão da canção utiliza um sample da faixa "Ai Como Eu Tô Bandida", da cantora brasileira MC Mayara. Foi composta por Rodrigo Gorky, Shande Barão, Arthur Marques, Pablo Bispo, Zebu, Maffalda, Wallace Vianna, André Vieira e Breder, sendo produzida por Brabo Team Music (BTM). Foi lançada pela Sony Music Brasil em 27 de novembro de 2020 como primeiro single da versão deluxe e quatro no geral.

## Antecedentes
Os rumores da colaboração começaram em agosto de 2019, após Pocah postar um vídeo com a suposta voz de Vittar no fundo. Em dezembro de 2019, um jornalista confirmou a colaboração. Em setembro de 2020, Pocah falou sobre a colaboração em uma entrevista com Matheus Mazzafera dizendo que Vittar já chamou pra "gravar" e que foi "esquecida no churrasco". Em novembro de 2020, Vittar respondeu uma fã no Twitter confirmando a colaboração e que é o primeiro single da versão deluxe do álbum. A capa do single foi divulgada em 25 de novembro de 2020. O videoclipe da canção foi lançado em 27 de novembro de 2020.

## Apresentações ao vivo
Vittar cantou a música pela primeira vez em 13 de dezembro de 2020 no Foca em 2020: Retrospectiva do Pop. Em 2 de janeiro de 2021 Vittar cantou a música ao lado de Pocah no Caldeirão do Huck. Em 14 de fevereiro de 2021 Vittar cantou a música no Domingão do Faustão.

## Vendas e certificações
| Região                                                                                             | Certificação | Vendas   |
| -------------------------------------------------------------------------------------------------- | ------------ | -------- |
| Brasil (Pro-Música Brasil)                                                                         | 2× Platina   | 160,000^ |
| *números de vendas baseados somente na certificação ^distribuições baseadas apenas na certificação |              |          |